# 라이산구

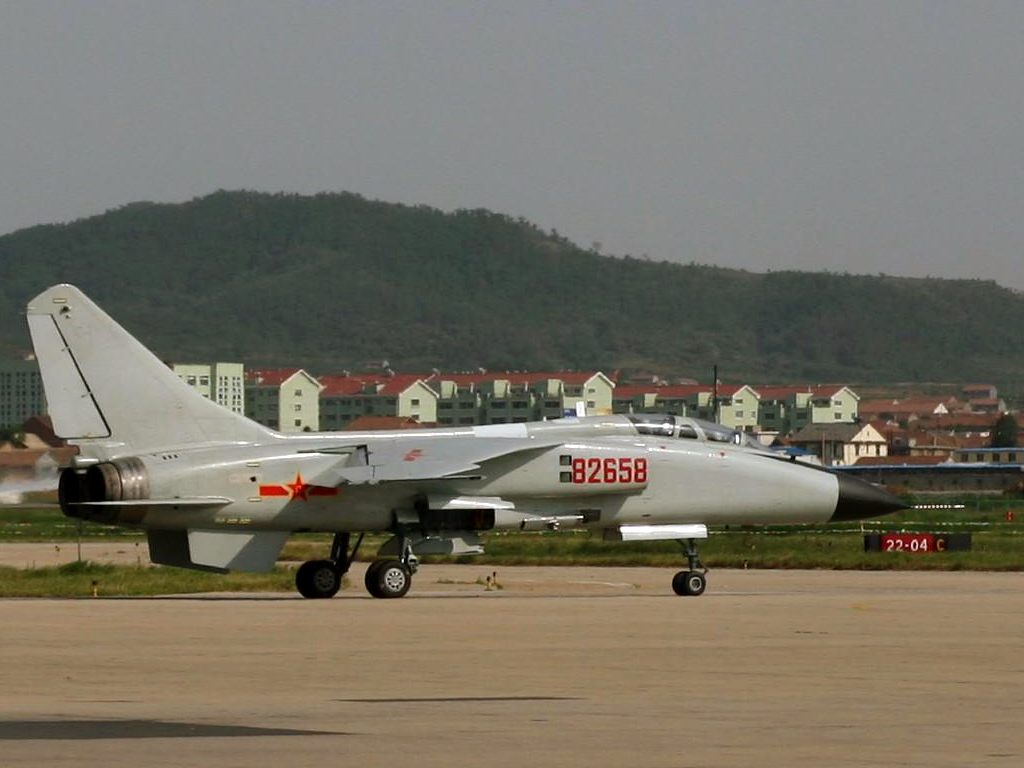

라이산구(한국어: 내산구, 중국어: 莱山区, 병음: Láishān Qū)는 중화인민공화국 산둥성 옌타이 시의 현급 행정구역이다. 넓이는 258km2이고, 인구는 2007년 기준으로 210,000명이다.

## 행정 구역
6개 가도를 관할한다.
- 가도: 黄海路街道 , 初家街道 , 滨海路街道 , 莱山街道 , 解甲庄街道 , 马山街道